# Josef Wagner (Theologe, 1764)
Franz Josef Wagner (* 1764 in Jagstzell; † 14. März 1816 in Ellwangen) war ein deutscher römisch-katholischer Geistlicher.

## Leben
Josef Wagner immatrikulierte sich 1783 an der Universität Dillingen zu einem Theologiestudium und beendete dieses 1787.
1787 erhielt er in Dillingen die Priesterweihe und war bis 1796 Professor am Ellwanger Gymnasium (heute: Peutinger-Gymnasium).
1796 erfolgte seine Ernennung zum Pfarrer in Stimpfach.
Von 1798 bis 1816 war er Geistlicher Rat und Stiftspfarrer in Ellwangen und Generalkommissär des exemten Sprengels; in dieser Zeit wurde er 1806 Stifts- und Landkapitelsdekan sowie Direktor der Pastoralüberprüfungskommission, und 1812 erfolgte seine Ernennung zum zweiten Generalvikariatsrat in Ellwangen.
In den meisten seiner Ämter folgte ihm sein Bruder Aloys Wagner; sein dritter Bruder Anton Wagner war als Professor am Gymnasium Ellwangen tätig und starb 1828.